# Bugk (Krausnick-Groß Wasserburg)

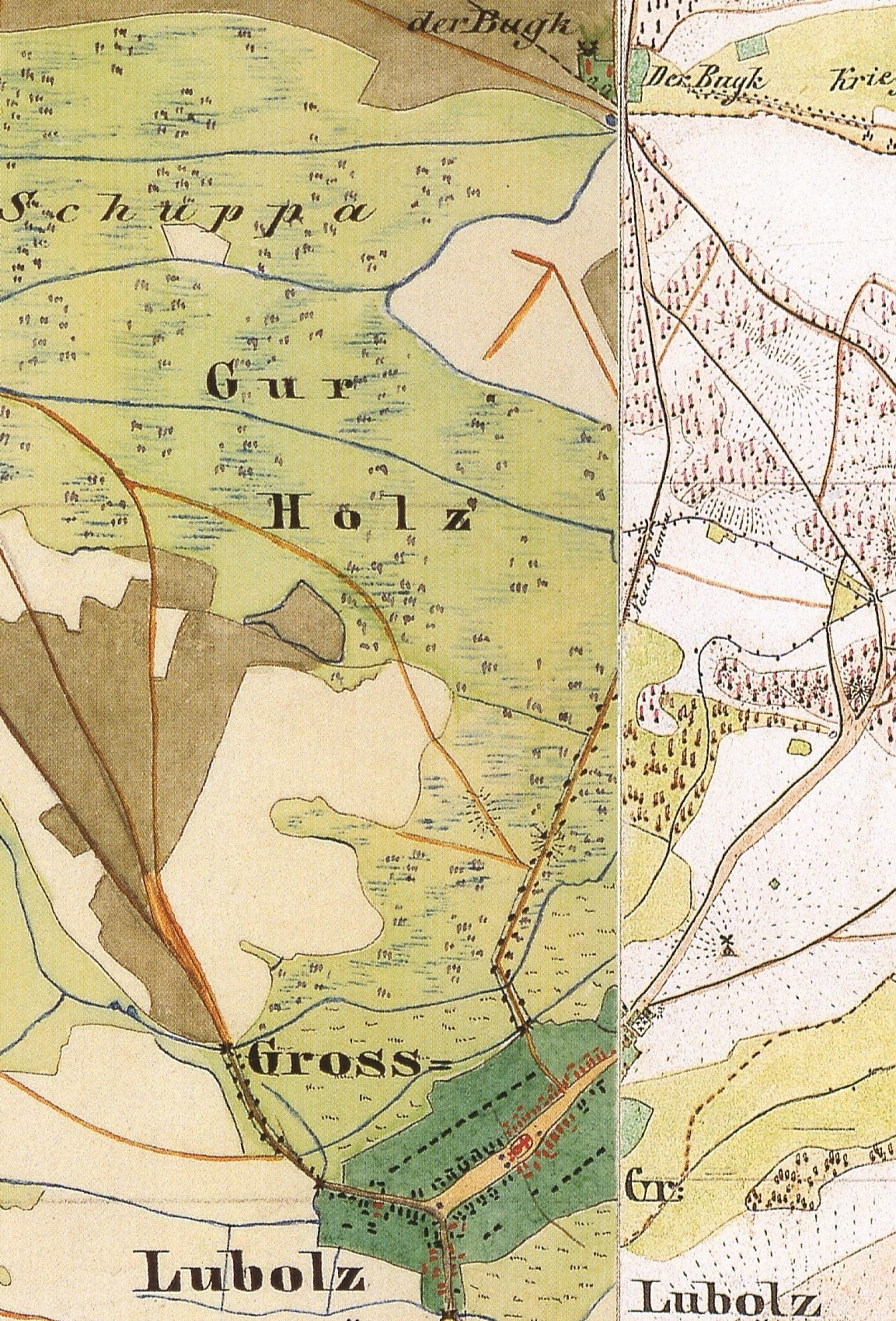
Groß Lubolz und der abgegangene Wohnplatz Bugk, Ausschnitte aus den Urmesstischblättern 4048 Schlepzig von 1846 und 4049 Lübben von 1847, kombiniert

Bugk war ein Wohnplatz im Ortsteil Krausnick der Gemeinde Krausnick-Groß Wasserburg im Landkreis Dahme-Spreewald (Brandenburg). Er entstand aus einer 1745 erstmals genannten Schenke und Meierei. 1775 ist Bugk Försterei und Schäferei. 1850 wurde die Försterei abgezogen und Bugk war Waldwärterhaus und Schäferei. Das Gebäude wurde nach 1957 abgerissen.

## Lage

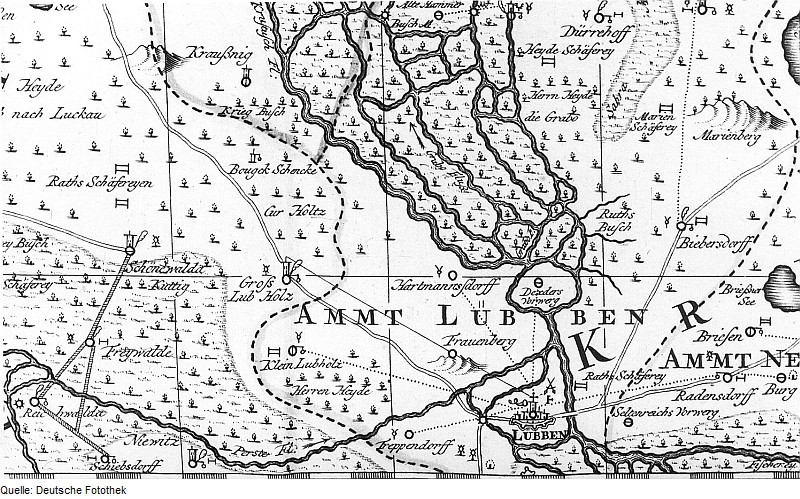
Karte des Marggraffenthums Nieder Lausitz von Petrus Schenk, 1757

Bugk lag knapp 4,3 km Luftlinie südlich vom Ortskern von Krausnick am Bugkgraben, und knapp 2 km nordostnördlich von Groß Lubolz. Der ehemalige Wohnplatz liegt heute allerdings auf der Gemarkung von Groß Lubolz. Der Wohnplatz lag auf etwa 50 m ü. NHN.

## Geschichte
1745 ist ein Krug und eine Meierei auf dem Buck/Bugk erstmals nachgewiesen. Meierei und Krug gehörten zum Amt Krausnick der Herrschaft Königs Wusterhausen. Petrus Schenk zeichnete den Wohnplatz als Bougck Schencke in seine 1757 publizierte Karte der Niederlausitz ein. 1775 standen auf dem Buck zwei Häuser, ein Försteretablissement und eine Schäferei. Drei Büdner wohnten hier. Im Schmettauschen Kartenwerk von 1767/87 ist die Lokalität als Buck verzeichnet.
Nach Friedrich Wilhelm August Bratring (1801) standen auf dem Bugk ein Forsthaus und eine Schäferei (unweit Krausnick, an der sächsischen Grenze). Die Kleinsiedlung hatte zwei Feuerstellen (Wohngebäude) und 14 Bewohner. 1817 und 1841 ist Bugk als Forsthaus erwähnt, allerdings ohne weitere Angaben.
Im Urmesstischblatt 4048 Schönwalde von 1841 ist der Wohnplatz als der Bugk eingezeichnet und hat zusätzlich ein Forsthaus-Symbol. 1850 wurde die Försterei dann in die Heidemeierei verlegt. 1861 standen in Buck (Bugk) zwei Häuser, die frühere Försterei war nun ein Waldwärterhaus sowie ein Schäferhaus. Hinzu kamen fünf Wirtschaftsgebäude. Die Siedlung hatte 13 Einwohner.
1871 war die Siedlung auf ein Haus geschrumpft. In diesem Haus lebten neun Personen. Mit der Einführung der Amtsbezirke in der Provinz Brandenburg 1874 wurde der Schutzbezirk Bugk des Forstreviers Klein Wasserburg dem Amtsbezirk 14 Krausnick des Kreises Beeskow-Storkow zugewiesen. Das Haus gehörte aber nicht zum Gemeindebezirk Krausnick, sondern zum Schutzbezirk Bugk des Forstgutsbezirk Kleinwasserburg. 1877 war das frühere Forsthaus verpachtet. Um 1882 wurde dieser Teil des Forstreviers Kleinwasserburg eigenständiger Gutsbezirk, i.e. zum Forstgutsbezirk Meierei. 1925 wird Bugk als Abbau von Krausnick bezeichnet. In dem einzigen Haus lebten 13 Personen. 1929 wurde der Forstgutsbezirk Meierei mit der Landgemeinde Krausnick vereinigt.
1931 und 1957 war Bugk Wohnplatz von Krausnick. Das Haus ist danach zu einem nicht bekannten Zeitpunkt abgebrochen worden.